# Stactobia durin
Stactobia durin är en nattsländeart som beskrevs av Schmid 1983. Stactobia durin ingår i släktet Stactobia och familjen smånattsländor. Inga underarter finns listade i Catalogue of Life.